# 自転車漫画
自転車漫画（じてんしゃまんが）とは、日本における漫画のジャンルのひとつで、自転車を題材としたものである。全体的な傾向としては、主人公が自転車競技、サイクリング、競輪などスポーツとして自転車に取り組むさまを描くスポーツ漫画に属する作品が多い。ただしスポーツ漫画の範疇に完全に含まれる訳ではなく、それ以外にも自転車店を舞台としたものや自転車や競輪を物語の鍵にしたもの、サイクリングのハウツーものなどの要素を兼ね備えた作品もある。1970年代に『少年キング』に連載された『サイクル野郎』がこのジャンルの先駆けとして知られている。
自転車雑誌に漫画が掲載されることもあるが、ストーリー作品の発表媒体は漫画雑誌である場合がほとんどである。映画化・アニメ化された作品もある。

## 主な作品
- IDATEN翔（藤原としひろ）
- 卯子そのぐんじょう色の青春（沖倉利津子）
- Over Drive（安田剛士）
- おれのサイクルロード（島田賢司）
- かもめ☆チャンス（玉井雪雄）
- かわうその自転車屋さん（こやまけいこ）
- 銀輪（旭凛太郎）
- サイクリーマン（原田尚）
- サイクル野郎（荘司としお）
- サクリファイス（原作・近藤史恵＋漫画・菊地昭夫）
- 自転車泥棒（夏吉れん）
- じてんしゃ日記（高千穂遙＋一本木蛮）
- 自転車のお姉さん（中嶋 ちずな）
- シャカリキ!（曽田正人）
- スマイリング！～晴れやかなロード～（漫画・白鳥貴久、原作・土橋章宏）
- ツール!（大谷アキラ、監修・栗村修）
- 鉄人倶楽部（鈴木英子）
- 東京自転車少女。（わだぺん。）
- 東京チャリンコ娘（まさき輝）
- とびだせサイクリング（佐野裕二）
- 茄子 〈 「アンダルシアの夏」「スーツケースの渡り鳥」を含む短編集〉（黒田硫黄）
- 並木橋通りアオバ自転車店（宮尾岳）
- のりりん（鬼頭莫宏）
- バイキングス（風童じゅん）
- はやめブラストギア（竹山祐右）
- びわっこ自転車旅行記（大塚志郎）
- プロジェクトPOS-ある事業部の挑戦（藤子不二雄A）
- 冒険王 THE ADVENTURE KING (原作・積木爆、作画・木村知夫)
- 南鎌倉高校女子自転車部（松本規之）
- 弱虫ペダル（渡辺航）
- RETURN（六田登）
- 輪球王トラ（原作・牛次郎、劇画・水島新司）
- RED FLASH!（朔田浩美）
- ろんぐらいだぁす!（三宅大志）
- ロンリーロード（原作・鏡丈二、画・金井たつお）
- 私がロードに至るまで。（狐古 さやか)

競輪を主に扱った作品については、競輪#競輪をテーマにした作品を参照のこと。